# Vangsvik
69°10′9″N 17°44′0″Ø / 69.16917°N 17.73333°Ø
Vangsvik er en bygd som ligger i den nordlige del af den tidligere Tranøy kommune i Troms og Finnmark fylke i Norge,  på  den sydlige del af øen Senja, med udsigt over Solbergfjorden til fastlandet. Vangsvik er officiel administrationsby for Tranøy kommune. 

## Befolkning og geografi
Vangsvik har ca. 350 indbyggere. Der er bebyggelse stort set hele den 5 km lange vej bygden strækker sig, fra Hamna i vest til Rubbestad i øst. Folketallet går i bølger, og en senere trend viser tendenser til tilflytning af nye indbyggere. Bygden er godt placeret i forhold til Senjas rige friluftsliv. Traditionelt har man levet af kombineret fiskeri og landbrug, men  i dag er fiskerbonden uddød. Sidste rest af landbrugssvirksomhed i dag er noget græsproduktion. Vangsvik ligger sydvendt, og har et karakteristisk og lunt klima.

## Erhverv
Vangsvik er eget poststed med postnummer 9304. Bygden har eget lægekontor der er åbent to gange om ugen, og derudover er der tilbud om alternativ behandling. Også tandlæge og base for hjemmesygeplejen ligger her.
Senja Rutebil har sit hovedkontor og bus-station i Vangsvik. Annen næringsvirksomhet i bygda som kan nevnes er bilverksted (Senja Rutebil), bensinstation, kolonialbutik, gartneri og møbeltapetserer. På Rubbestad, ca. 3 km øst for centrum af Vangsvik, ligger et af Norges største landbaserede fiskeopdræt.

## Skole, kirke, kultur og fritid
I Vangsvik ligger Vikstranda børne- og ungdomsskole;  Bygden har også børnehave.
Vangsvik kirke er fra 1975. Der findes også forsamlingshus, sanitetsbygning, ældreboliger og lystbådehavn. Der er mange aktive foreninger i bygden, blandt andet for bådinteresserede, musik og kultur, og inden for idræt som  ridning, ski, fodbold og orienteringsløb.

## Trafik
Fra Vangsvik er der 18 km (15-20 min. med bil) til nærmeste by, Finnsnes, som er kommunikationshavn for Hurtigruten og hurtigbåd til Tromsø og Harstad. Senja Rutebil har flere daglige bussafgange mellem Vangsvik og Finnsnes. Til nærmeste flyveplads, Bardufoss Lufthavn, er der 62 km (ca. 1 time med bil).